# AeroVironment
La Aerovironment, Inc. è un'azienda statunitense attiva nel campo della tecnologia aeronautica. Fondata dall'ingegnere aeronautico Paul B. MacCready nel 1971, essa si occupa prevalentemente delle problematiche legate all'efficienza energetica del volo e dell'innovazione tecnologica nel campo dell'impiego aeronautico delle energie rinnovabili, oltre che della progettazione e costruzione di aeromobili a pilotaggio remoto.

## Modelli AeroVironment
La AeroVironment ha depositato presso lo United States Patent and Trademark Office 61 brevetti. Tra i modelli di velivoli e di veicoli terrestri da essa prodotti, si ricordano in particolare i seguenti.
- Gossamer Condor, vincitore nel 1977 del primo premio Kremer per essere stato il primo aeroplano a propulsione umana a volare in modo continuato e controllato.[2][3]
- Gossamer Albatross, vincitore nel 1979 del secondo premio Kremer per essere stato il primo aeroplano a propulsione umana a completare una trasvolata del canale della Manica.[2][3]
- Gossamer Penguin, una variante del Gossamer Albatross con propulsione ibrida a pedali e solare.[4]
- Solar Challenger, un aereo a propulsione solare che batté diversi record di categoria nei primi anni ottanta.[5]
- La serie di aeromobili a pilotaggio remoto a propulsione solare (o a celle a combustibile) NASA Pathfinder, NASA Pathfinder Plus, NASA Centurion e NASA Helios, sviluppati in collaborazione con la NASA e provati in volo tra il 1993 e il 2003.[5]
- Sunraycer, un'automobile da corsa a propulsione solare sviluppata in collaborazione con la General Motors, vincitrice nel 1987 della prima World Solar Challenge.[6]
- GM Impact, un'automobile elettrica sviluppata in collaborazione con la General Motors e prodotta in oltre 1 100 unità nella seconda metà degli anni novanta.[7]
- RQ-11 Raven, un piccolo UAV militare da ricognzione prodotto a partire dal 2004 in diverse migliaia di esemplari.[8]
- Wasp, un piccolo UAV militare da ricognizione prodotto a partire dal 2006.[9]

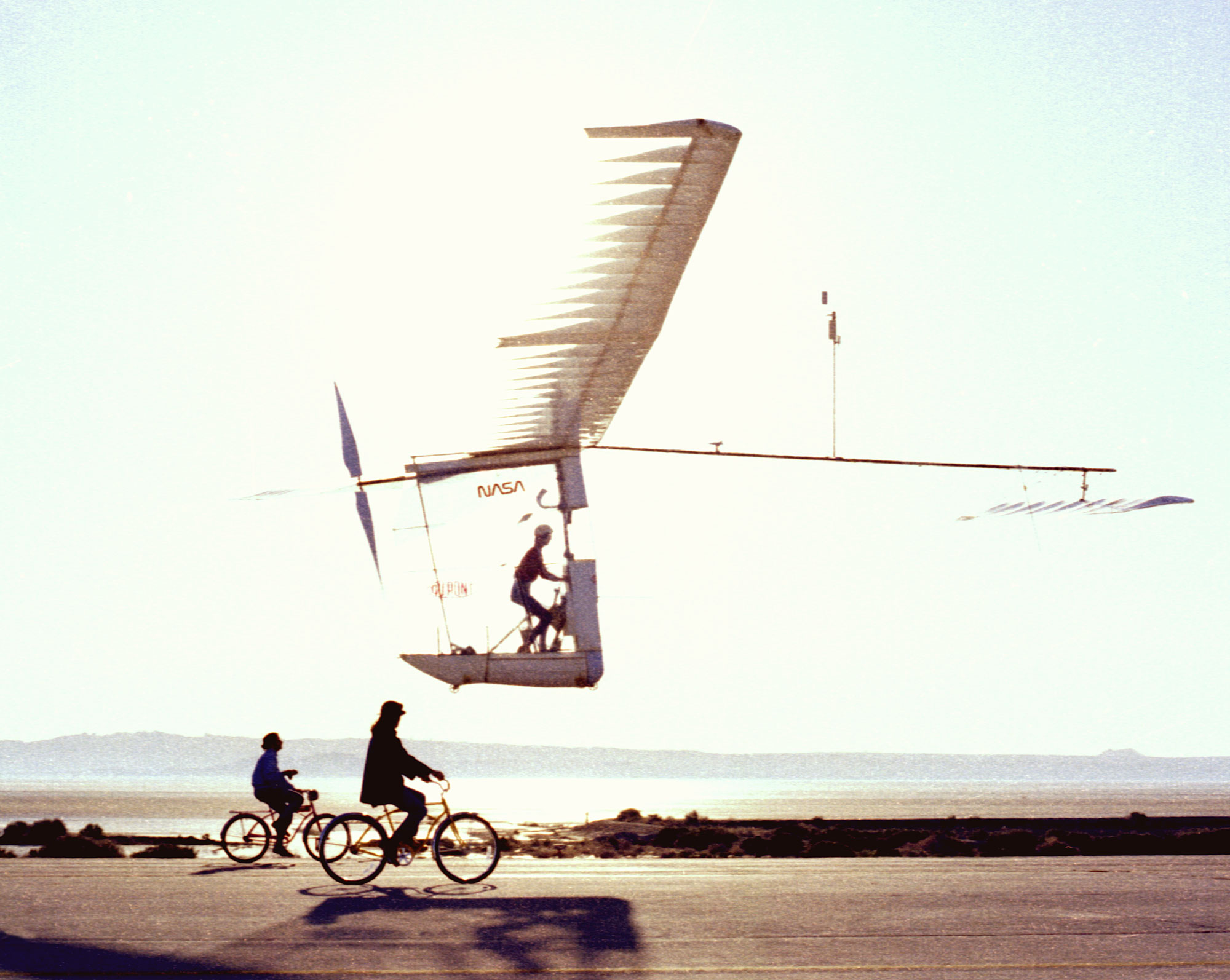
Gossamer Albatross
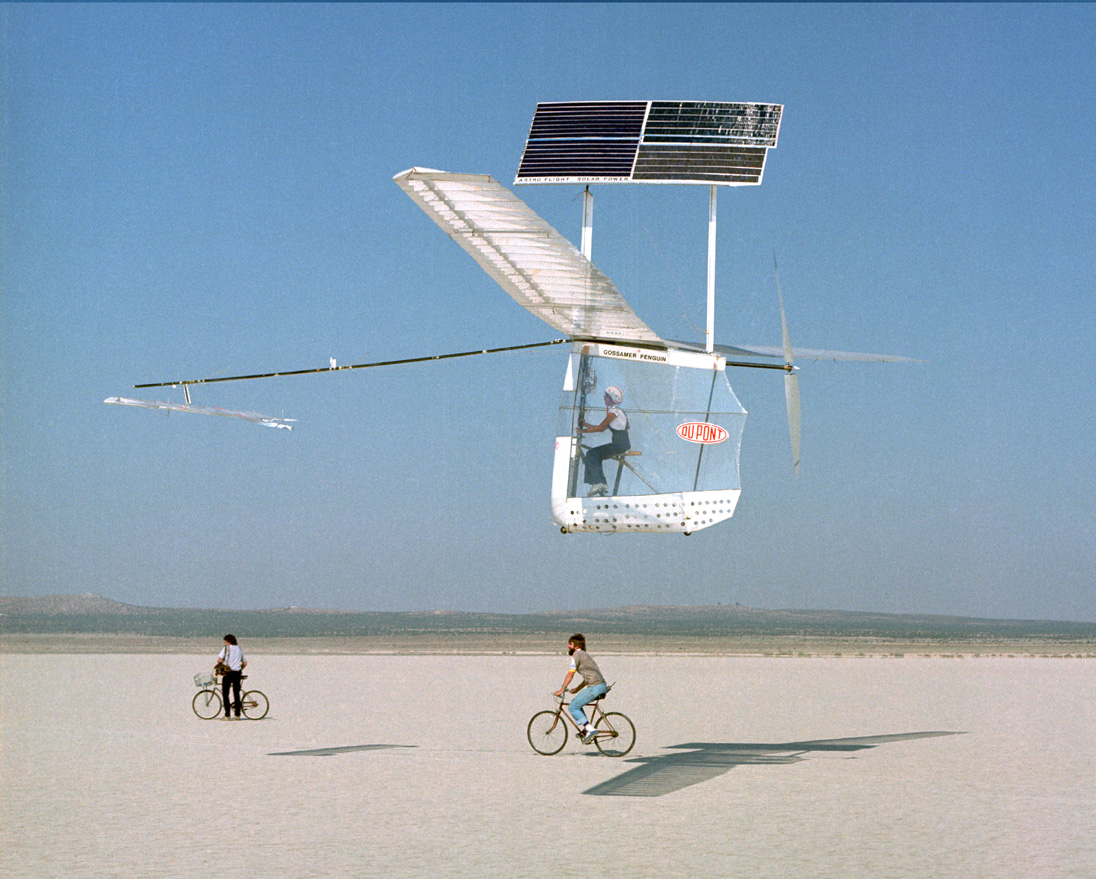
Gossamer Penguin
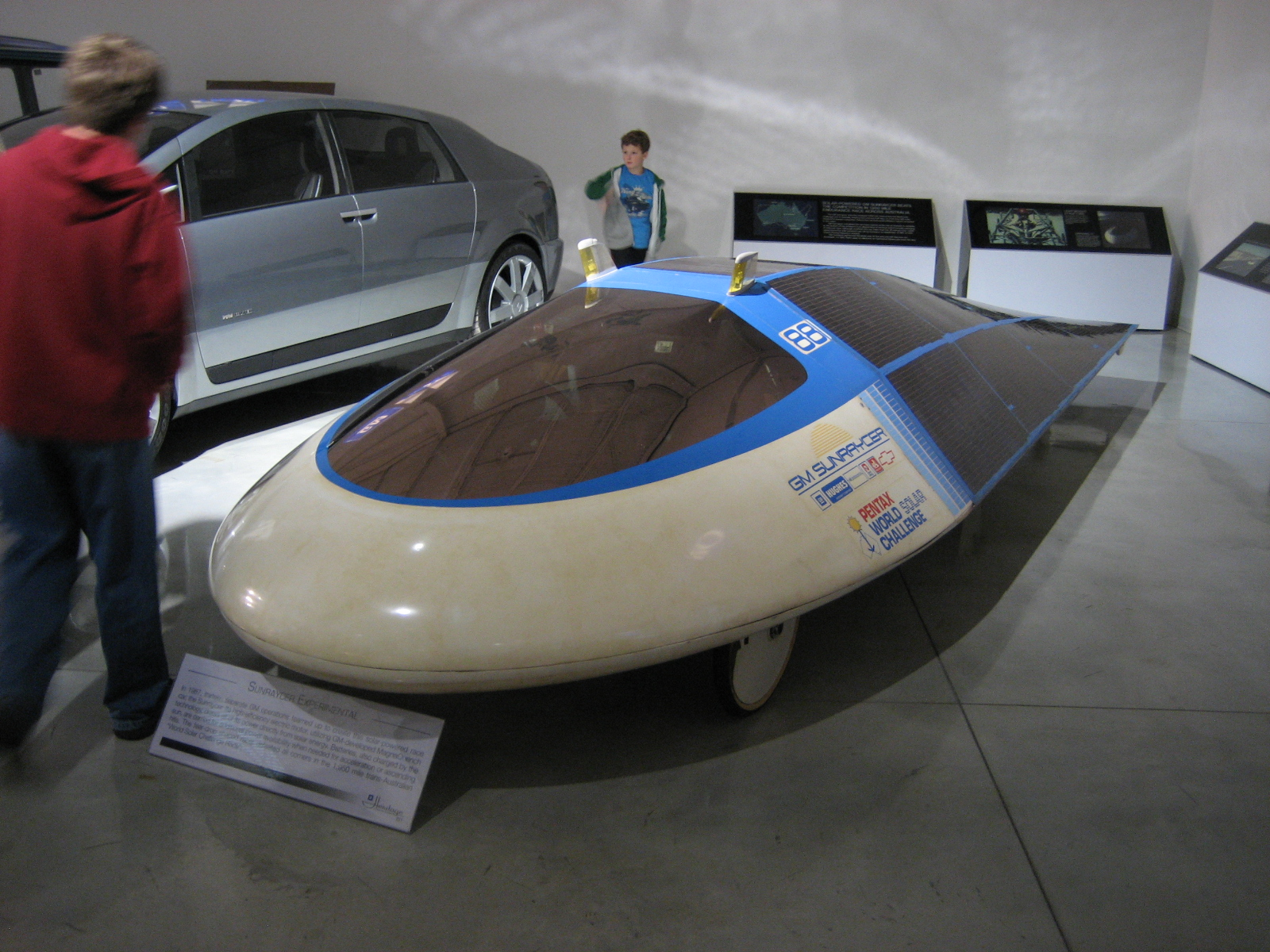
Sunraycer
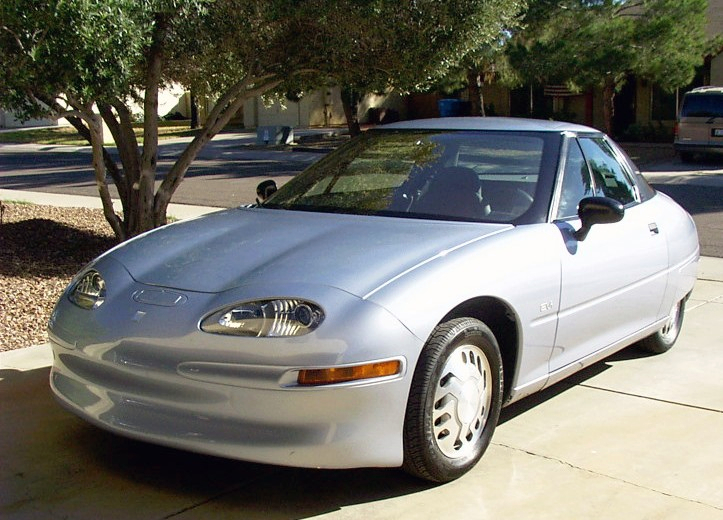
GM Impact
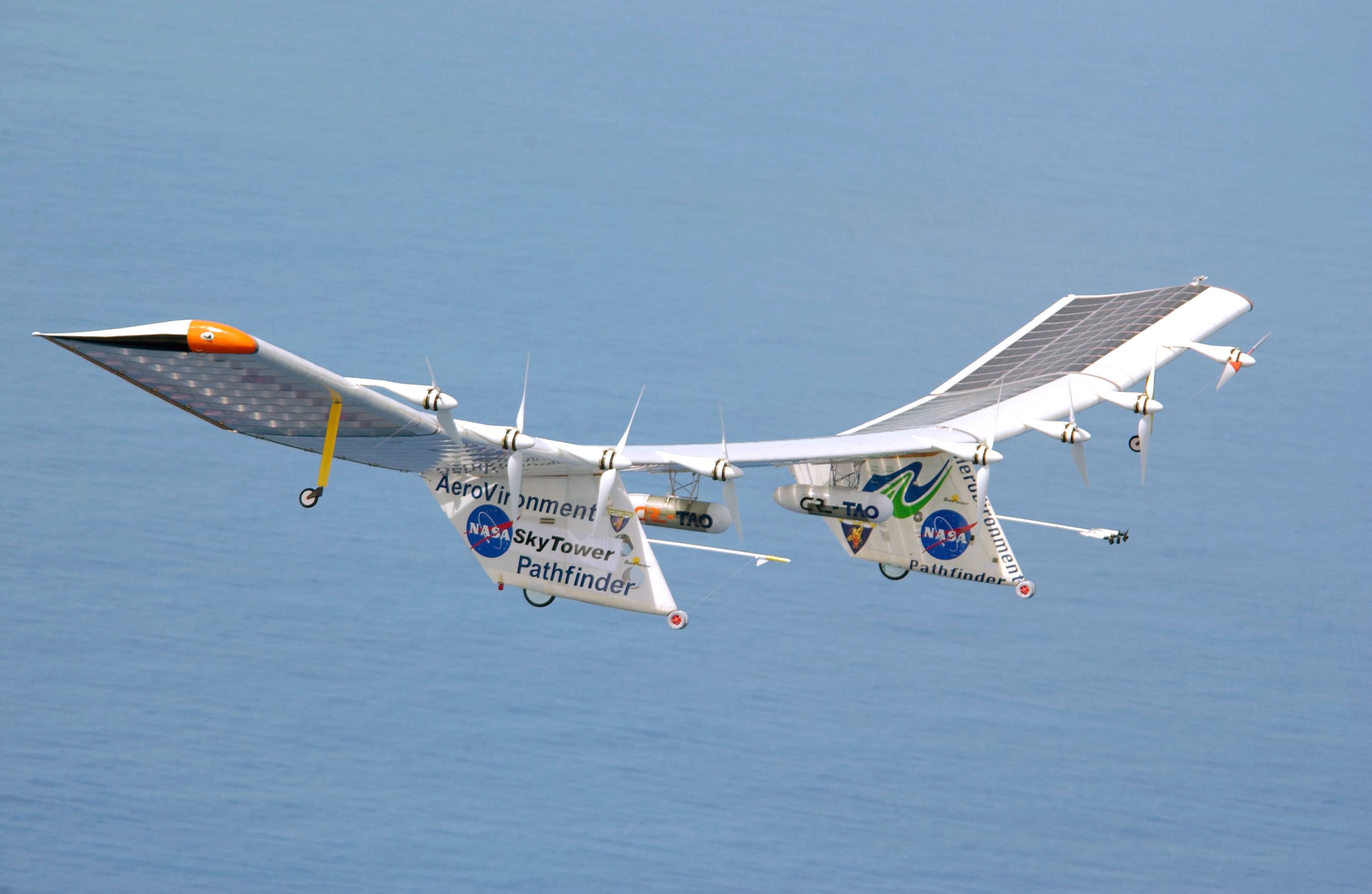
NASA Pathfinder Plus
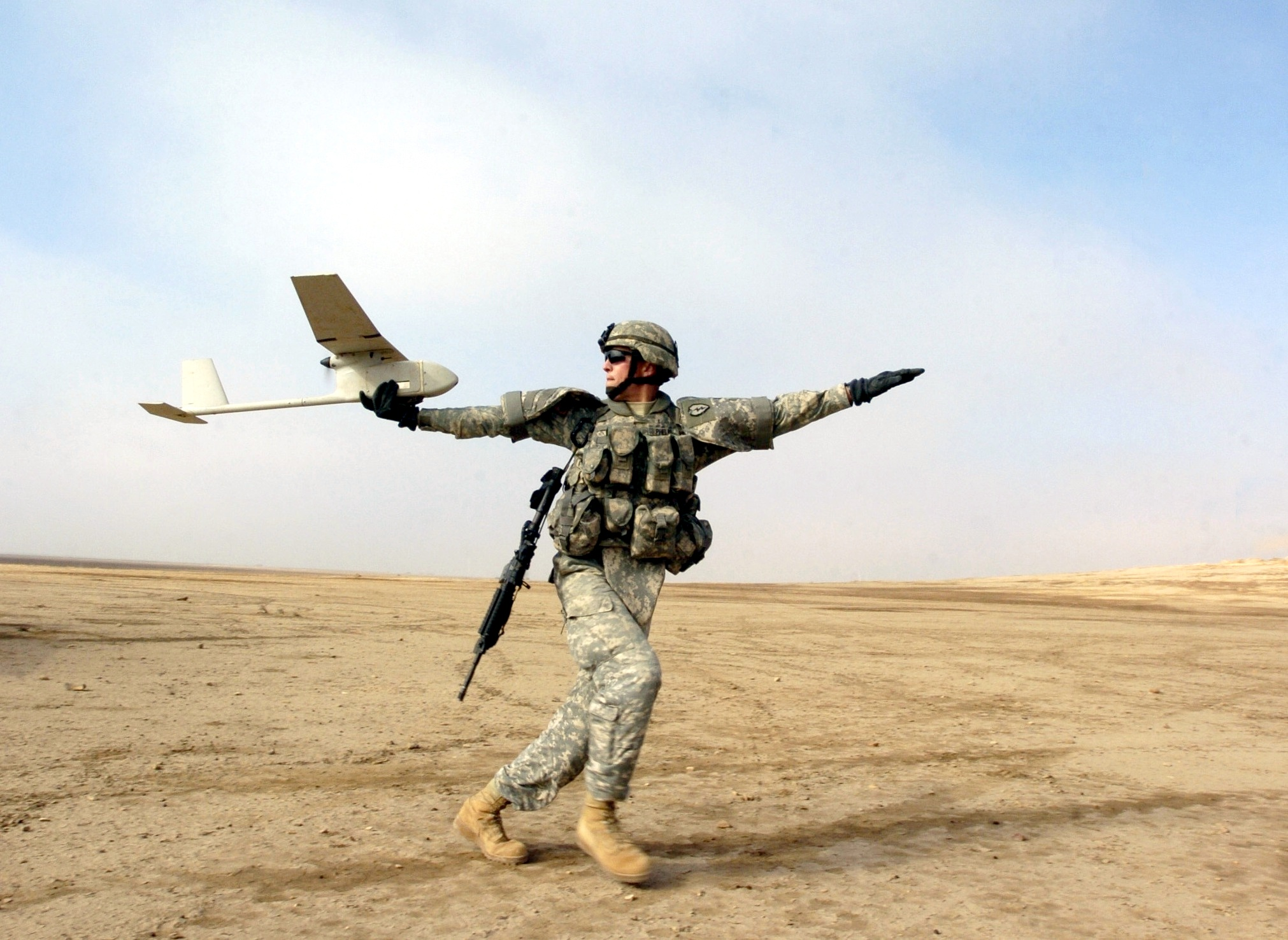
RQ-11 Raven